# Michał Adam Ślizień
Michał Adam Ślizień herbu własnego (ur. w 1691 – zm. 11 listopada 1760) – podkoniuszy litewski w 1736 roku, starosta krewski, starosta wiśniowski w 1733 roku, pułkownik chorągwi petyhorskiej od 1735 roku.
Syn Stefana Jana (zm. 1707), referendarza Wielkiego Księstwa Litewskiego i Zofii Kociełłówny.
Jako poseł na sejm konwokacyjny 1733 roku z powiatu słonimskiego był członkiem konfederacji generalnej zawiązanej 27 kwietnia 1733 roku na tym sejmie. 
Jako poseł na sejm zwyczajny pacyfikacyjny 1735 roku z powiatu smoleńskiego i stronnik Augusta III Sasa podpisał uchwałę Rady Generalnej Konfederacji Warszawskiej w 1735 roku.
Poseł na sejm 1740 z województwa inflanckiego. Poseł na sejm 1760 roku z powiatu słonimskiego.